# Augustyna
Augustyna – żeński odpowiednik imienia Augustyn.
Augustyna imieniny obchodzi 9 września, 3 października, 17 października i 13 listopada.
Osoby noszące to imię: 
- Augustyna Pena Rodríguez (1900–1936) – hiszpańska zakonnica, męczennica i błogosławiona Kościoła katolickiego

Zobacz też:
- Augustynka – miejscowość